# راي جاكوبس
راي جاكوبس (بالإنجليزية: Ray Jacobs)‏ هو لاعب كرة قدم أمريكية أمريكي، ولد في 21 نوفمبر 1939 في كورسيكانا في الولايات المتحدة.

## وصلات خارجية
- راي جاكوبس على موقع مرجع كرة القدم المحترفة.كوم (الإنجليزية)